# Single 8

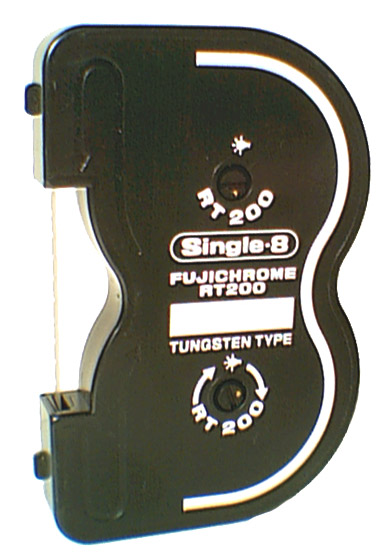
Cartutx de Single 8

Single 8 és una variant de presentació del format de super-8, creat per la casa fotogràfica japonesa Fuji Photo Film. El pas, el tipus de perforació, la mida de la imatge i la seva distribució sobre el suport és la mateixa (vegeu article Super-8 SMPTE). La diferència del Single 8 respecte al super-8 és en la presentació de la pel·lícula en un cartutx diferent.

## Single 8 i super-8
El Sistema de Single 8 va ser presentat al mateix temps que el sistema de super-8 de la casa fotogràfica nord-americana Eastman Kodak. Va aparèixer com una alternativa, encara que no va arribar a distribuir com el Super 8, ni va ser conegut pel gran públic. Encara que tècnicament el cartutx de Single 8 estava molt millor desenvolupat, no va desbancar al sistema de super-8 de la Eastman Kodak. Pel Single 8 apostar poques cases comercials, tant fabricants de càmeres i projectors, com fabricants de pel·lícula fotogràfica. A més, la casa Eastman Kodak comptava amb una forta implantació a tot el món, especialment a Usa i Europa, a causa de la forta relació de la Eastman Kodak amb la cinematografia. Pensem en que el rotlle de pel·lícula cinematogràfica va ser inventada per Eastman. I a més aquesta casa fotogràfica va crear altres 2 formats subestàndard que van esdevenir d'ús majoritari: el Doble 8 i el 16 mm.

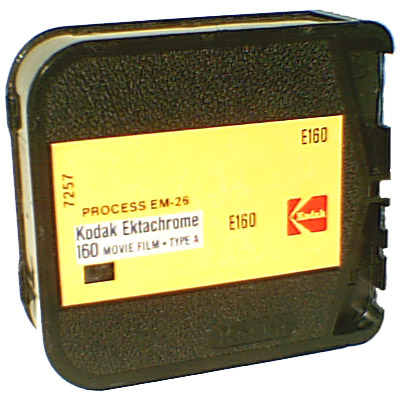
Cartutx de super-8

## Cartutx de single 8 vs cartutx super-8
El cartutx de Single 8 és tècnicament superior al de super-8, encara que no disposa de totes les prestacions que té el de super-8. Aquest últim pateix la mentalitat molt pròpia de la Eastman Kodak en aquells anys, que el que buscava era vendre pel·lícula i equipament (pensem que en aquells anys 60 les vendes d'equipament havien caigut). I per això van intentar facilitar al màxim l'accés de qualsevol persona a la filmació de cinema familiar. És per això que va mirar d'automatitzar al màxim les funcions que el cineasta amateur realitzava manualment. Amb la Esatman Kodak es dona una paradoxa. Era la casa que anava introduint la majoria de les innovacions per al format de Super 8, més d'altra banda, els seus aparells eren senzills, fets de plàstic i molt assequibles. Vegem i comparem els cartutxos.

## Orígens del cartutx de Single 8
El cartutx de Single 8 proposat per la Fuji Photo Film venia de lluny. No va ser una cosa gairebé original com el de super-8, ja que l'origen del cartutx té a veure amb el mateix nom de "Single 8". Aquest nom es va començar a utilitzar en la dècada dels anys '40 per alguns innovadors fabricants de càmeres per Doble 8.
La pel·lícula primera que va aparèixer en pas de 8 mm, va ser el Kodak Ciné 8 que va passar a anomenar-se "Double 8" en anglès. La raó d'això és que aquest format va derivar del format de 16 mm. Per economitzar costos, se li van afegir 1 perforació més a cada costat a aquesta pel·lícula de pas de 16 mm. L'aficionat filmava per ambdós costats aquest rotllo de pel·lícula de 16 mm amb el doble de preforaciones. Després el laboratori la revelava i la secció transversal i unia els seus extrems. Així doncs, per això al format primer de pas de 8 mm se li deia Doble 8. En els anys '40, hi va haver una sèrie de fabricants que van dissenyar unes càmeres per al format de 8 mm, però amb la particularitat que la pel·lícula no venia en rotlles de 16 mm d'ample, sinó en rotlles de 8 mm. A aquest sistema se li va dir "Straight 8" o "Single 8" ("8 senzill", en català). Aquest sistema va aparèixer de la mà de la compañóia Universa, amb les seves càmeres Univex.
I és en aquest punt, que la Fuji Photo Film, en els '60, estava per la tasca de millorar el cartutx, amb vista a crear una mica de fàcil maneig. A aquest nou sistema, se li havia de dir "Rapid 8". La Eastman Kodak, per rivalitzar, va començar a desenvolupar un nou format que esdevindria en el super-8. Aquest nou format havia de venir fabricat en pel·lícula de polièster, la qual era una creació de la companyia Dupont. Va succeir que els japonesos, en veure que la Eastman llançaria un nou format que faria obsolet el Doble 8, i amb això el seu sistema Rapid 8, van decidir seguir els passos dels americans. I, paradoxes de la història, el super-8 va ser llançat sobre suport d'acetat finalment. I els japonesos van llançar el mateix format però sobre suport de polièster. ¿Raons? El preu del suport elevava el preu dona la pel·lícula. I això anava contra la voluntat d'Eastman Kodak de convertir el nou format en popular.
A part, cal fer notar que Agfa Gevaert va treure la seva primera emulsió per al nou format en el sistema de Single 8. El cartutx contenia 11 metres de pel·lícula, ja que aquesta empresa no va poder desenvolupar els adhesius adequats per enganxar l'emulsió sobre el suport de polièster.

## Coaxial
Tots aquests sistemes dels que va partir la Fuji Photo Film, tenien la particularitat que la pel·lícula discorria entre dues bobines disposades una damunt de l'altra. El cartutx de la Eastman Kodak no funciona així, sinó que les dues bobines estan disposada coaxilament, una al costat de l'altra. La diferència és important, perquè en el cartutx Kodak un cop la pel·lícula ha passat d'una bobina a una altra, el rebobinat es fa gairebé impossible. En canvi, en el cartutx Fuji, el rebobinat és simple i senzill. I no passa el mateix que en els cartutx Kodak que, si el mecanisme no és perfecte, s'encalla la pel·lícula.
Aquest fet va implicar que fins a finals dels anys '60, no va aparèixer una càmera capaç de rebobinar un tros de pel·lícula d'uns 90 fotogrames. Aquesta càmera va ser fabricada per la casa alemanya Bauer Bosch i el model és el Bauer Royal 10. La majoria dels aficionats es van veure impossibilitats de poder fer una sobreimpressió d'imatges o d'un fos encadenat. Quan amb el sistema de la Fuji, amb una maneta se li donaven les voltes cap enrere que un volgués.
El màxim exponent d'això és la càmera Fujica ZC 1000, considerada el millor fabricat per al pas de 8 mm. Aquesta càmera permet posar una maneta i filmar cap endavant i cap enrere sense ús del motor.

## Polièster
La pel·lícula de Doble 8 venia en bobines de pel·lícula de 16 mm d'ample i 7,5 metres de llarg. Un cop revelat i dividit s'obtenia una pel·lícula de 8 mm d'ample i 15 metres de llarg. Aquest estàndard de 50 peus que va conservar la casa Eastman Kodak. I per a albergar tanta pel·lícula va dissenyar el seu cartutx. La pel·lícula per a pas estret venia fabricada sobre el tradicional suport base de triacetat de cel·lulosa. Aquesta base és gruixuda si la comparem amb la base de polièster. Així doncs, la Fuji Photo Film va triar aquesta base per al suport. Amb això va aconseguir que la mida del cartutx fora de menys. La casa alemanya Agfa va arribar a fabricar pel·lícula encartutxada en el sistema Single 8, la Agfacolor CT 13, que, en tenir un suport de triacetat, només albergava pel·lícula de 10 metres de llarg. 

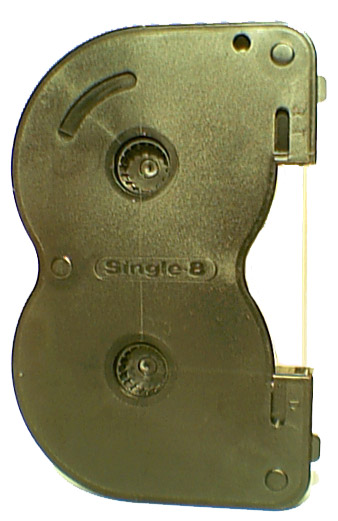
Fenedura en forma de mig arc a la part superior del cartutx de Single 8

## Pressor
Observant els dos tipus de cartutxos, a part de constatar la diferent disposició de la bobines, s'observa que el cartutx Fuji té la pel·lícula al descobert. Això és perquè la pel·lícula del sistema Fuji ha de ser introduïda en un pressor. Aquest fet és important, ja que el cartutx Kodak porta incorporat en el cartutx el pressor. Sembla que, en l'afany per fer-ho tot senzill, els de la Eastman Kodak els sembla una dificultat en mans de l'aficionat el fet d'introduir una pel·lícula en un pressor. El fet és que amb el sistema Kodak la pel·lícula no queda tan bé fixada a la finestreta d'exposició. I si la càmera no és tot el bona que hauria, es poden donar lleus moviments oscil·latoris transversals i longitudinals.

## Automatització de selecció de sensibilitat
La genial idea de la Eastman Kodak d'automatitzar la selecció de la sensibilitat de la pel·lícula, va ser recollida per la Fuji Photo film. Per a això va crear un sistema d'osques a la part posterior i superior del cartutx. En carregar el cartutx en el compartiment de la càmera, un sistema de puntes retràctils o d'una punta mòbil llegeix l'amplitud de l'orifici del cartutx.
Amb aquest sistema, l'aficionat s'oblidava de seleccionar la sensibilitat de la pel·lícula. Ni tan sols calia que entengués sobre sensibilitat.

## Automatització de filtre de llum de dia
La idea que guiava la Eastman Kodak era la de posar el super-8 a l'abast del major nombre de consumidors. D'aquesta manera, la venda de pel·lícula cinematogràfica seria major. I per a això calia dissenyar unes càmeres el més senzilles possible. Si repassem totes les càmeres fabricades per aquesta casa, observarem que són totes de simple maneig. Per filmar en super-8 no calia saber res de fotografia. Aquesta idea no estava tant al cap de la Fuji Photo Film.
La pel·lícula de Doble 8 es venia en dues versions: la pel·lícula equilibrada per a interiors i l'equilibrada per a exteriors. Això, l'havia de tenir molt clar l'aficionat. Doncs per filmar en exteriors amb pel·lícula d'interiors, era necessari afegir un filtre ambre perquè quedar bé filmat. Pensem que la llum d'interiors té una temperatura cromàtica del voltant dels 3.500 K, mentre que la d'exteriors és d'uns 5.500 K. Pensem que una bombeta no emet la mateixa gamma de freqüències que la llum solar. I per això es preparen les emulsions, per recollir d'aquests emissors de llum la reproducció més fidedigna de la realitat. I el mateix passa en usar una pel·lícula d'exteriors en un interior, cal posar un filtre blavós o els colors apareixen distorsionats.
Tot això comportava un cert coneixement. I la Eastman Kodak va matar el tema fàcilment. Amb el super-8 aparèixer una única pel·lícula de 40 ASA i equilibrada per llum d'interior. I per solucionar el tema del filtre per a llum de dia, es va decidir incorporar a les càmeres d'un filtre intern entre l'objectiu i la pel·lícula. El filtre era tipus Wratten 85A, ja que la pel·lícula estàndard era de tipus A, equilibrada per llum de focus de 5400 K. El filtre venia de sèrie interposat entre l'objectiu i la pel·lícula, preparat per filmar en exteriors. Però si es pretenia filmar en interiors calia treure'l del mig. I per a això es van crear dos mecanismes. El primer va ser el de connectar amb la rosca de focus. Les càmeres venien amb una rosca de 1/4 "o una ranura a la part superior per enganxar un focus. I en ser enganxat, el filtre es retirava. Un altre mecanisme era el d'incorporar un sensor en el compartiment de la pel·lícula. Com que és introduït un cartutx de llum de dia, aquest pressiona una punta retràctil que retira el filtre. Els cartutxos d'interior, tenen una osca en el cartutx, a la part inferior a l'altura de la punta retràctil, que inhibeix la pressió sobre el mecanisme.
Doncs bé, tot això no va ser plantejat per la Fuji Photo film. I quan va presentar el seu sistema ho va fer al costat de les 2 tradicionals emulsions, una per a interiors i una altra per a exteriors. I les càmeres no incorporaven filtre de llum de dia.

## Senyal per al laboratori
La Eastman Kodak va pensar en molts detalls. I va pensar fins a incorporar un sistema de senyals sobre el cartutx d'indicar el procés de laboratori que cal seguir per revelar la pel·lícula. Observant diferents cartutxos de diferents pel·lícules, es pot veure la varietat d'osques. Aquestes estan situades a la part inferior, al costat de la fenedura central.

## Pel·lícula de Single 8
Pel sistema de la Fuji Photo Film hi van apostar poques marques. Algunes ho van fer al principi, però abans d'arribar a finals dels 60, la casa japonesa estava sola. Pel que fa a pel·lícula, a part d'emulsions de la Fuji Photo Film, hi havia la d'Agfa, que va apostar per una emulsió, l'Agfacolor CT13, que va durar poc temps en el mercat.
Amb la introducció del sistema Single 8, van aparèixer les següents emulsions totes elles reversibles: Fujichrome R 25 (equilibrada per llum de dia, amb 25 ASA), Fujichrome RT 50 (equilibrada per llum d'interior, amb 50 ASA), Neopan R 50 (pancromàtica, amb 50 ASA) i Neopan R 200 (pancromàtica, amb 25 ASA). Aquestes emulsions es van mantenir en el temps, apart d'algunes més que van aparèixer més tard.
En l'actualitat queden les 2 emulsions de color, però han estat millorades: Fujichrome R 25 N (equilibrada per llum de dia, amb 25 ASA), Fujichrome RT 200 N (equilibrada per llum d'interior, amb 200 ASA). I cal afegir que quan la Eastman Kodak va innovar amb el seu "single-system" per recollir el so amb la mateixa càmera amb la que es filmava, el mateix va fer la Fuji Photo Film. I també va aparèixer pel·lícula pista incorporada enrotllada en un cartutx que tenia a la part inferior una obertura. Aquesta obertura deixava al descobert una mica de pel·lícula, la justa perquè introduir el capçal de so.
En l'actualitat, la casa japonesa Retro Enterprises Company ha posat en circulació cartutxos amb pel·lícula de diferents emulsions. Tot això en cartutxos amb 10 metres de pel·lícula. I amb això ha apostat per donar vida a un magnífic sistema amb mort anunciada el 2012. En aquesta data la Fuji Photo Film va deixar de fabricar la pel·lícula.

## Càmeres de Single 8
Al principi diverses cases japoneses com Canon, Elmo, Konica i Yashica hi van apostar pel sistema Single 8. Però a finals dels 60, la casa Fuji Photo Film es va quedar sola defensant la viabilitat del sistema. Van ser moltes les càmeres dignes de menció que va fabricar aquesta companyia japonesa, ja sigui pel seu disseny o per les seves prestacions. 

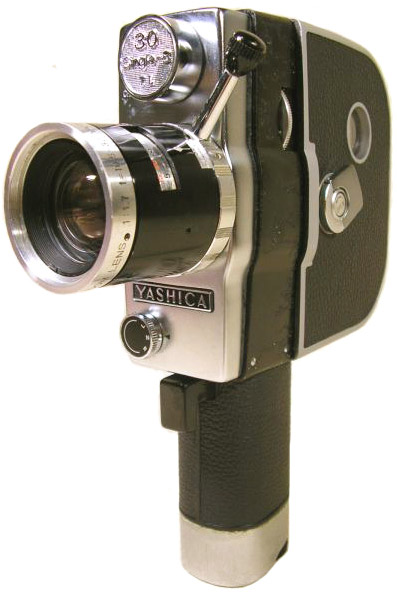
Yashica TL 30, càmera muda de Single 8.

 La següent llista conté totes les càmeres fabricades per Single 8.
- Cànon 518
- Cànon 518 SV
- Elmo 8s 30T
- Elmo 8s 40
- Elmo 8s 40T
- Elmo 8s 60
- Elmo 8s 600
- Elmo 8s 800
- Elmo C200
- Elmo C300
- Fujica 300 AF Sound
- Fujica AX100
- Fujica AXM100 Sound
- Fujica C100
- Fujica P1
- Fujica P2
- Fujica P2 Zoom
- Fujica P100
- Fujica P100 Sound
- Fujica P105
- Fujica P300
- Fujica P300 New
- Fujica P300 Sound
- Fujica P400
- Fujica P400 AF Sound
- Fujica P500 Sound
- Fujica PX300
- Fujica Z1
- Fujica Z2
- Fujica Z400
- Fujica Z450
- Fujica Z600
- Fujica Z700
- Fujica Z800
- Fujica Z850 Sound
- Fujica ZM 800 Sound
- Fujica ZR 450
- Fujica ZS400
- Fujica ZX250
- Fujica ZX300
- Fujica ZX500
- Fujica ZX550 Sound
- Fujica ZXM 300 Sound
- Fujica ZXM 500 Sound
- Fujica ZC1000
- Fujica ZC1000 New
- Konica 3TL
- Konica 6TL
- Yashica TL30